# Simon Thomas
Simon Thomas (Victoria, 12 aprile 1990) è un calciatore canadese, portiere del Tromsø.

## Biografia
È in possesso della cittadinanza francese poiché suo padre è originario di Grostenquin.

## Carriera

### Club
Thomas ha frequentato l'Oak Bay High School, giocando così per il Victoria United. Successivamente, ha militato per i Vancouver Whitecaps, franchigia all'epoca militante in USSF Division 2 Pro League.
Nel 2011 è stato ingaggiato dagli inglesi dell'Huddersfield Town, compagine militante in Championship per cui non ha disputato alcun incontro.
Ingaggiato dal Newport County nell'estate 2014, il 1º settembre dello stesso anno ha rescisso il contratto che lo legava al club. Nel 2013 è tornato ai Vancouver Whitecaps, nel frattempo approdati in Major League Soccer, per essere poi prestato nel corso dell'annata all'Edmonton, franchigia della North American Soccer League.
Passato al Newport County nell'estate 2014, il 1º settembre dello stesso anno ha rescisso il contratto che lo legava al club.
Thomas è passato ai norvegesi dello Strømmen in vista del campionato 2015. Ha esordito in 1. divisjon in data 6 aprile, schierato titolare nella sconfitta casalinga per 0-1 contro l'Hødd. Ha difeso i pali della porta dello Strømmen in 28 occasioni in quel campionato, subendo 36 reti.
L'anno seguente è stato tesserato dal Bodø/Glimt, per cui ha avuto l'opportunità di debuttare in Eliteserien in data 29 maggio 2016, schierato titolare nella sconfitta per 2-0 patita sul campo del Viking. Al termine del campionato, la squadra è retrocessa in 1. divisjon. Thomas è rimasto in squadra ed ha contribuito alla promozione arrivata alla fine della stagione 2017.
Il 27 marzo 2018, il Kongsvinger ha reso noto l'ingaggio di Thomas, che si è legato al nuovo club con un contratto annuale: il tesseramento del calciatore è stato reso necessario dall'infortunio di Idar Lysgård, altro portiere della rosa.
Il 15 luglio successivo, il Kongsvinger ha ufficialmente ceduto Thomas allo Strømmen.
Il 18 febbraio 2019 è passato al KFUM Oslo, a cui si è legato con un contratto annuale.
Il 10 settembre 2020 ha firmato un contratto valido fino al termine della stagione con il Sarpsborg 08.
Il 12 maggio 2021 ha firmato un accordo annuale con il Tromsø.

### Nazionale
Thomas gioca per il Canada. Ha esordito in nazionale in data 26 gennaio 2013, subentrando a Lars Hirschfeld, in occasione della partita amichevole persa per 0-4 contro la Danimarca. È stato convocato per la Gold Cup 2013, in cui non ha disputato alcun incontro.

## Statistiche

### Presenze e reti nei club
Statistiche aggiornate al 12 maggio 2021.
| Stagione          | Club                | Campionato        | Campionato | Campionato | Coppe nazionali | Coppe nazionali | Coppe nazionali | Coppe continentali | Coppe continentali | Coppe continentali | Supercoppe | Supercoppe | Supercoppe | Totale | Totale |
| Stagione          | Club                | Comp              | Pres       | Reti       | Comp            | Pres            | Reti            | Comp               | Pres               | Reti               | Comp       | Pres       | Reti       | Pres   | Reti   |
| ----------------- | ------------------- | ----------------- | ---------- | ---------- | --------------- | --------------- | --------------- | ------------------ | ------------------ | ------------------ | ---------- | ---------- | ---------- | ------ | ------ |
| 2010              | Vancouver Whitecaps | US1               | 1          | 0          | CC              | ?               | -?              | -                  | -                  | -                  | -          | -          | -          | 1+     | -?     |
| 2011-2012         | Huddersfield Town   | FLC               | 0          | 0          | FACup+CdL       | 0               | 0               | -                  | -                  | -                  | -          | -          | -          | 0      | 0      |
| 2013              | Vancouver Whitecaps | MLS               | 0          | 0          | CC              | 0               | 0               | -                  | -                  | -                  | -          | -          | -          | 0      | 0      |
| 2013              | Edmonton            | NASL              | 0          | 0          | CC              | -               | -               | -                  | -                  | -                  | -          | -          | -          | 0      | 0      |
| ago.-set. 2014    | Newport County      | FL2               | 0          | 0          | FACup+CdL       | 0               | 0               | -                  | -                  | FLT                | -          | -          | -          | 0      | 0      |
| 2015              | Strømmen            | 1D                | 28         | -36        | CN              | 4               | -8              | -                  | -                  | -                  | -          | -          | -          | 32     | -44    |
| 2016              | Bodø/Glimt          | ES                | 9          | -13        | CN              | 4               | -2              | -                  | -                  | -                  | -          | -          | -          | 13     | -15    |
| 2017              | Bodø/Glimt          | 1D                | 8          | -10        | CN              | 3               | -3              | -                  | -                  | -                  | -          | -          | -          | 11     | -13    |
| Totale Bodø/Glimt | Totale Bodø/Glimt   | Totale Bodø/Glimt | 17         | -23        |                 | 7               | -5              |                    | -                  | -                  |            | -          | -          | 24     | -28    |
| mar.-lug. 2018    | Kongsvinger         | 1D                | 5          | -11        | CN              | 1               | -2              | -                  | -                  | -                  | -          | -          | -          | 6      | -13    |
| lug.-dic. 2018    | Strømmen            | 1D                | 15         | -21        | CN              | -               | -               | -                  | -                  | -                  | -          | -          | -          | 15     | -21    |
| Totale Strømmen   | Totale Strømmen     | Totale Strømmen   | 43         | -57        |                 | 4               | -8              |                    | -                  | -                  |            | -          | -          | 47     | -65    |
| 2019              | KFUM Oslo           | 1D                | 7          | -10        | CN              | 4               | -3              | -                  | -                  | -                  | -          | -          | -          | 11     | -13    |
| gen.-set. 2020    | KFUM Oslo           | 1D                | 7          | -7         | -               | -               | -               | -                  | -                  | -                  | -          | -          | -          | 7      | -7     |
| Totale KFUM Oslo  | Totale KFUM Oslo    | Totale KFUM Oslo  | 14         | -17        |                 | 4               | -3              |                    | -                  | -                  |            | -          | -          | 18     | -20    |
| set.-dic. 2020    | Sarpsborg 08        | ES                | 1          | -5         | -               | -               | -               | -                  | -                  | -                  | -          | -          | -          | 1      | -5     |
| 2021              | Tromsø              | ES                | 0          | 0          | CN              | 0               | 0               | -                  | -                  | -                  | -          | -          | -          | 0      | 0      |
| Totale            | Totale              | Totale            | ?          | -?         |                 | ?               | -?              |                    | -                  | -                  |            | -          | -          | ?      | -?     |

### Cronologia presenze e reti in nazionale
| Cronologia completa delle presenze e delle reti in nazionale ― Canada | Cronologia completa delle presenze e delle reti in nazionale ― Canada | Cronologia completa delle presenze e delle reti in nazionale ― Canada | Cronologia completa delle presenze e delle reti in nazionale ― Canada | Cronologia completa delle presenze e delle reti in nazionale ― Canada | Cronologia completa delle presenze e delle reti in nazionale ― Canada | Cronologia completa delle presenze e delle reti in nazionale ― Canada | Cronologia completa delle presenze e delle reti in nazionale ― Canada |
| Data                                                                  | Città                                                                 | In casa                                                               | Risultato                                                             | Ospiti                                                                | Competizione                                                          | Reti                                                                  | Note                                                                  |
| --------------------------------------------------------------------- | --------------------------------------------------------------------- | --------------------------------------------------------------------- | --------------------------------------------------------------------- | --------------------------------------------------------------------- | --------------------------------------------------------------------- | --------------------------------------------------------------------- | --------------------------------------------------------------------- |
| 26-1-2013                                                             | Tucson                                                                | Canada                                                                | 0 – 4                                                                 | Danimarca                                                             | Amichevole                                                            | -1                                                                    | 46’                                                                   |
| 29-1-2013                                                             | Houston                                                               | Stati Uniti                                                           | 0 – 0                                                                 | Canada                                                                | Amichevole                                                            | -                                                                     |                                                                       |
| 3-6-2016                                                              | Rohrbach an der Lafnitz                                               | Canada                                                                | 1 – 1                                                                 | Azerbaigian                                                           | Amichevole                                                            | -1                                                                    |                                                                       |
| 6-10-2016                                                             | Marrakech                                                             | Canada                                                                | 4 – 0                                                                 | Mauritania                                                            | Amichevole                                                            | -                                                                     |                                                                       |
| 11-10-2016                                                            | Marrakech                                                             | Marocco                                                               | 4 – 0                                                                 | Canada                                                                | Amichevole                                                            | -2                                                                    | 72’                                                                   |
| 11-11-2016                                                            | Cheonan                                                               | Corea del Sud                                                         | 2 – 0                                                                 | Canada                                                                | Amichevole                                                            | -2                                                                    | 46’                                                                   |
| 22-3-2017                                                             | Edimburgo                                                             | Scozia                                                                | 1 – 1                                                                 | Canada                                                                | Amichevole                                                            | -1                                                                    | 46’                                                                   |
| 8-10-2017                                                             | Houston                                                               | El Salvador                                                           | 1 – 0                                                                 | Canada                                                                | Amichevole                                                            | -1                                                                    |                                                                       |
| Totale                                                                |                                                                       | Presenze                                                              | 8                                                                     |                                                                       | Reti                                                                  | -8                                                                    |                                                                       |